# Santa Cruz da Esperança (kommun)
Santa Cruz da Esperança är en kommun i Brasilien.   Den ligger i delstaten São Paulo, i den sydöstra delen av landet, 600 km söder om huvudstaden Brasília. Antalet invånare är 1 953.
Följande samhällen finns i Santa Cruz da Esperança:
- Santa Cruz da Esperança

Omgivningarna runt Santa Cruz da Esperança är huvudsakligen savann. Runt Santa Cruz da Esperança är det ganska glesbefolkat, med 32 invånare per kvadratkilometer.